# Chiesa di San Giovanni Evangelista (Rovegno)
La chiesa di San Giovanni Evangelista è un luogo di culto cattolico situato nel comune di Rovegno, in via alla Chiesa, nella città metropolitana di Genova. La chiesa è sede della parrocchia omonima del vicariato di Bobbio, Alta Val Trebbia, Aveto e Oltre Penice della diocesi di Piacenza-Bobbio.

## Storia e descrizione

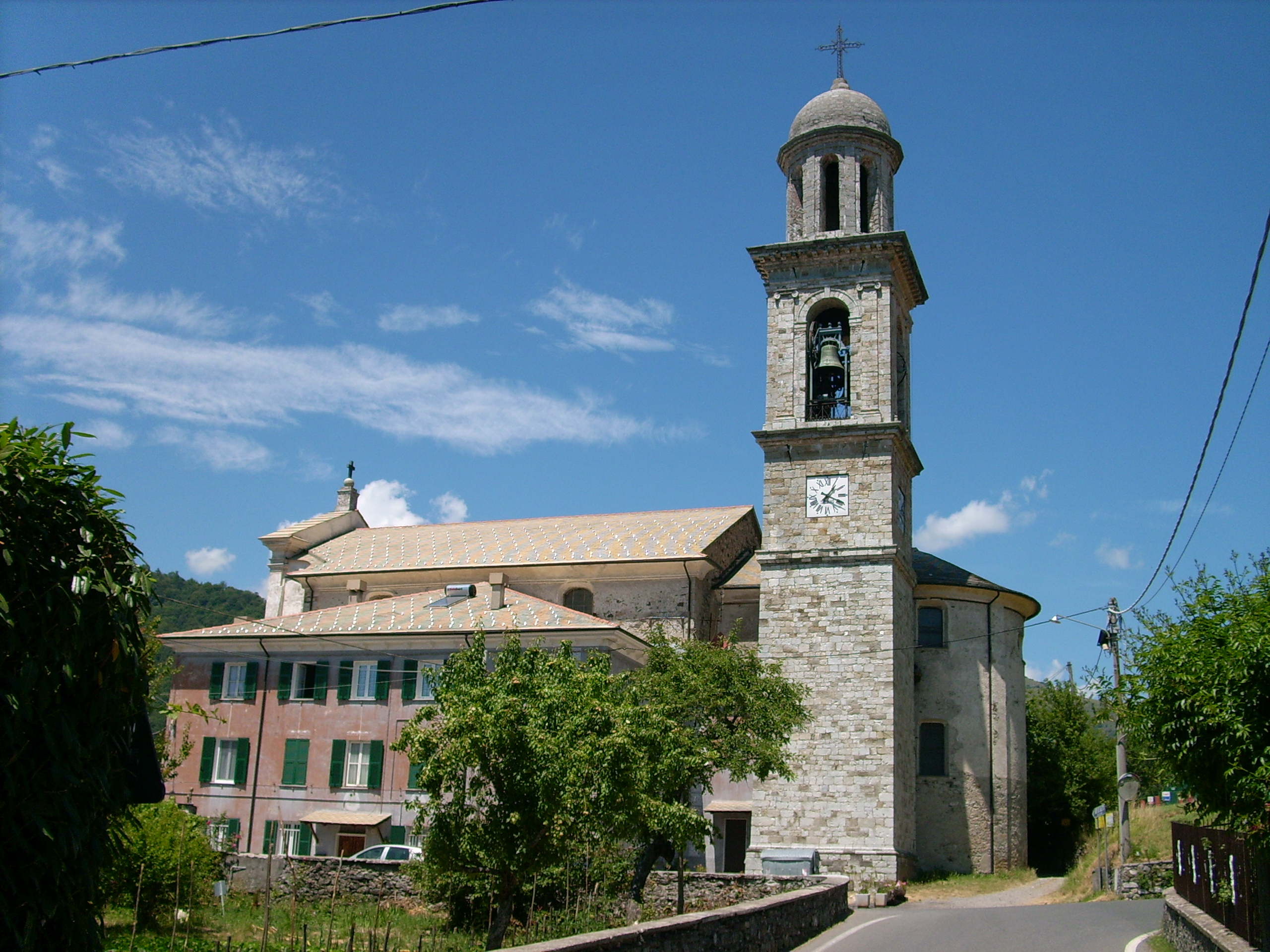
Il complesso

L'antica giurisdizione parrocchiale della pieve di Rovegno è documentata a partire dal 1076 - la prima citazione del borgo è invece datata all'863 in un atto notarile conservato nell'archivio dell'abbazia di San Colombano di Bobbio - e doveva avere un ampio territorio comprendente tutta l'alta val Trebbia, forse in contrapposizione con quella di Ottone anch'essa antica.
Fu con il sinodo di Aresio, nel 1623, a stabilire i nuovi confini della pieve rovegnese che andranno a comprendere, oltre la già presente alta val Trebbia, anche il territorio di Torriglia e frazioni e alcune comunità parrocchiali della val d'Aveto.
L'attuale struttura della chiesa parrocchiale di Rovegno fu edificata a partire dal 1821 in sostituzione del precedente e antico edificio, situato tra il paese e la località Valle, distrutto per un movimento franoso. La chiesa verrà consacrata nel 1878.
L'interno è decorato da stucchi, eseguiti nel 1848 dai fratelli Centanaro di Genova, e da affreschi del pittore di Bergamo Giovanni Battista Galizzi. Tali opere pittoriche sono presenti a fianco dell'altare maggiore e raffigurano la Crocifissione di Gesù e la scena dell'Ultima Cena; quest'ultima è ispirata nelle forme artistiche alla celebre Ultima Cena di Leonardo da Vinci conservata presso il Cenacolo a Milano.
Nella volta della navata è invece presente la raffigurazione della Decollazione di san Giovanni Battista. Il portale in bronzo dell'entrata principale è stato realizzato nel 1962 dallo scultore Guido Galletti.